# Corréactologie
 (juin 2018).
La corréactologie est un système de médecine alternative basé sur la croyance non fondée qu'ajuster « la densité cellulaire » du corps permet d'améliorer la situation de gens qui souffrent d'une grande variété de maladies. Une variante de la chiropratique, ce traitement a été développé à Sudbury (Ontario) en 2002 par les frères Alan et Michael Lapointe. Les frères Lapointe et des personnes qui leur sont associées font maintenant l'objet de poursuites judiciaires par d'anciennes étudiantes.
Lors d'un traitement de corréactologie, le praticien place ses mains au-dessus du patient, claque des doigts et applique sur la peau une légère pression avec les doigts. Alan Lapointe prétend qu'il cherche à repérer "des zones de résistance dans les huit segments de cellules, qui indiquent des zones de mauvais fonctionnement pathologique ou anatomique." Le praticien utilise alors ses mains pour changer le comportement des protéines, prétendant ainsi réduire la douleur et améliorer la santé: "Nous provoquons une réaction en chaîne pour changer le comportement des protéines. Lorsque les protéines changent, notre comportement change, parce que les protéines contrôlent tout,,."
Alors que cette pratique apparentée à la chiropratique se répand, des professionnels de la santé ont remis ses fondements en question. Le rédacteur en chef adjoint du journal de l'Association médicale canadienne, Matthew Stanbrook, a dénoncé les affirmations des praticiens : "C'est de la pseudo-science, qui utilise un terme scientifique, la densité, en déformant sa signification. Cela ne fait absolument aucun sens de parler d'optimisation de la densité des cellules,,." L'Organisation pour la science et la société de l'Université McGill identifie également la corréactologie comme pseudo-science.
Bien qu'ils ne possèdent pas de formation médicale, les Lapointe disent faire de la recherche pour prouver que leurs techniques sont plus efficaces que des placebos.
Des traitements de corréactologie sont offerts dans une douzaine de cliniques en Ontario, de même qu'à Gatineau (Québec). "Corréactologie " est une marque de commerce enregistrée par une corporation appartenant par les frères Lapointe et administrée par leurs parents. Le traitement n'est reconnu ni par l'association représentant les chiropraticiens ontariens, ni celle des médecins. Le Collège des médecins du Québec fait actuellement enquête sur les techniques et les prétendus bénéfices liés au traitement,.

## Programme offert par le Collège Boréal et poursuites judiciaires
En 2016, le Collège Boréal a signé une entente de quatre ans selon laquelle l'institut de corréactologie de Sudbury offrirait un programme de formation aux étudiants du collège, facturant 50 000$ par étudiant. Boréal a annulé l'entente après deux ans,, alors que trois étudiantes ayant suivi le programme intentaient des poursuites judiciaires à l'endroit de l'institut de corréactologie.
La poursuite a été intentée au mois de septembre 2017, les allégations des étudiantes incluant des accusations de fausse déclaration, de complot, d’entrave au commerce et de violation de contrat à l'endroit des responsables de l'institut et de l'association de corréactologie. Le contrat signé par les étudiantes prévoyait notamment qu'elles devaient verser à l'institut 30% de leurs revenus comme praticiennes. Une tentative de faire cesser la poursuite en invoquant la clause de confidentialité que les étudiants doivent signer pour obtenir la formation a été rejetée par la cour au mois de juillet 2018. Les procédures judiciaires suivent leur cours.